# Danaus affinis
Danaus affinis là một loài bướm thuộc chi Danaus, họ Bướm giáp. Loài bướm này được tìm thấy ở vùng nhiệt đới châu Á. Đây là một loài đa dạng cao. Trong phạm vi phân bố của nó, trải dài từ Thái Lan đến Philippines và phía nam thông qua Indonesia Melanesia và miền bắc Australia, đã có ít nhất khoảng 30, có thể phân loài nhiều hơn nữa (1932 Evans, Smith et al 2005). Loài tương đối gần nhất với nó là Danaus melanippus (Smith et al 2005).

## Hình ảnh

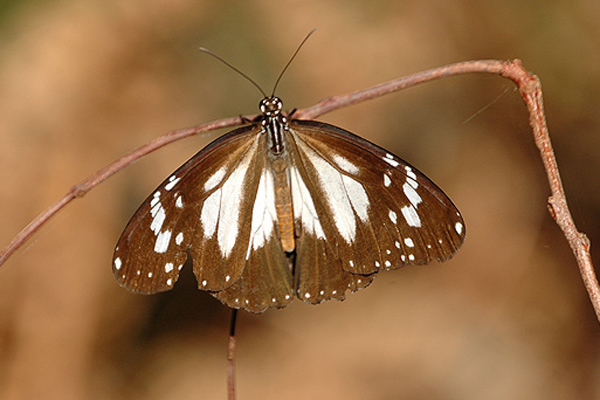
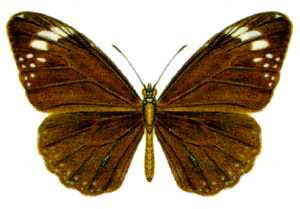